# 세일통상 야구단
세일통상 야구단은 1988년에 존재했던 실업 야구단이다. 감독은 권정화, 코치는 박병만이 맡았다.

## 선수단
- 송진우
- 최해명
- 유명선
- 남동률
- 정윤수
- 조명헌
- 이정윤
- 김창일
- 이중석
- 김범석
- 오창훈
- 임도경
- 박준호
- 김해조
- 정창화
- 손태민
- 박종철

## 성적
- 대통령배 봄철연맹전 4위
- 마신시장기 준우승